# Johann Gerhard Oncken

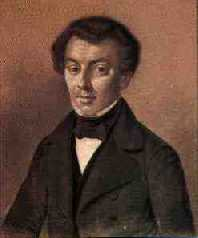
Johann Gerhard Oncken

Johann Gerhard Oncken (* 26. Januar 1800 in Varel; † 2. Januar 1884 in Zürich) ist der Begründer der deutschen sowie der meisten kontinentaleuropäischen Baptistenbünde. Er wuchs in einfachen Verhältnissen auf und erlernte in England den Beruf eines Kaufmanns. Dort begegnete er der methodistischen Erweckungsbewegung. Als überzeugter Christ kehrte er noch als junger Mann nach Deutschland zurück. In Hamburg eröffnete er eine christliche Buchhandlung und begann mit einer Missionsarbeit unter Seeleuten. Gemeinsam mit einem evangelisch-lutherischen Pfarrer gründete er im Hamburger Stadtviertel St. Georg eine Sonntagsschularbeit. Diese wurde eine der Keimzellen der später von Johann Hinrich Wichern ins Leben gerufenen Inneren Mission. 1834 wandte Oncken sich dem Baptismus zu und wurde in der Folgezeit zu einem der bedeutenden Gründer evangelischer Freikirchen im Europa des 19. Jahrhunderts.

## Anfänge

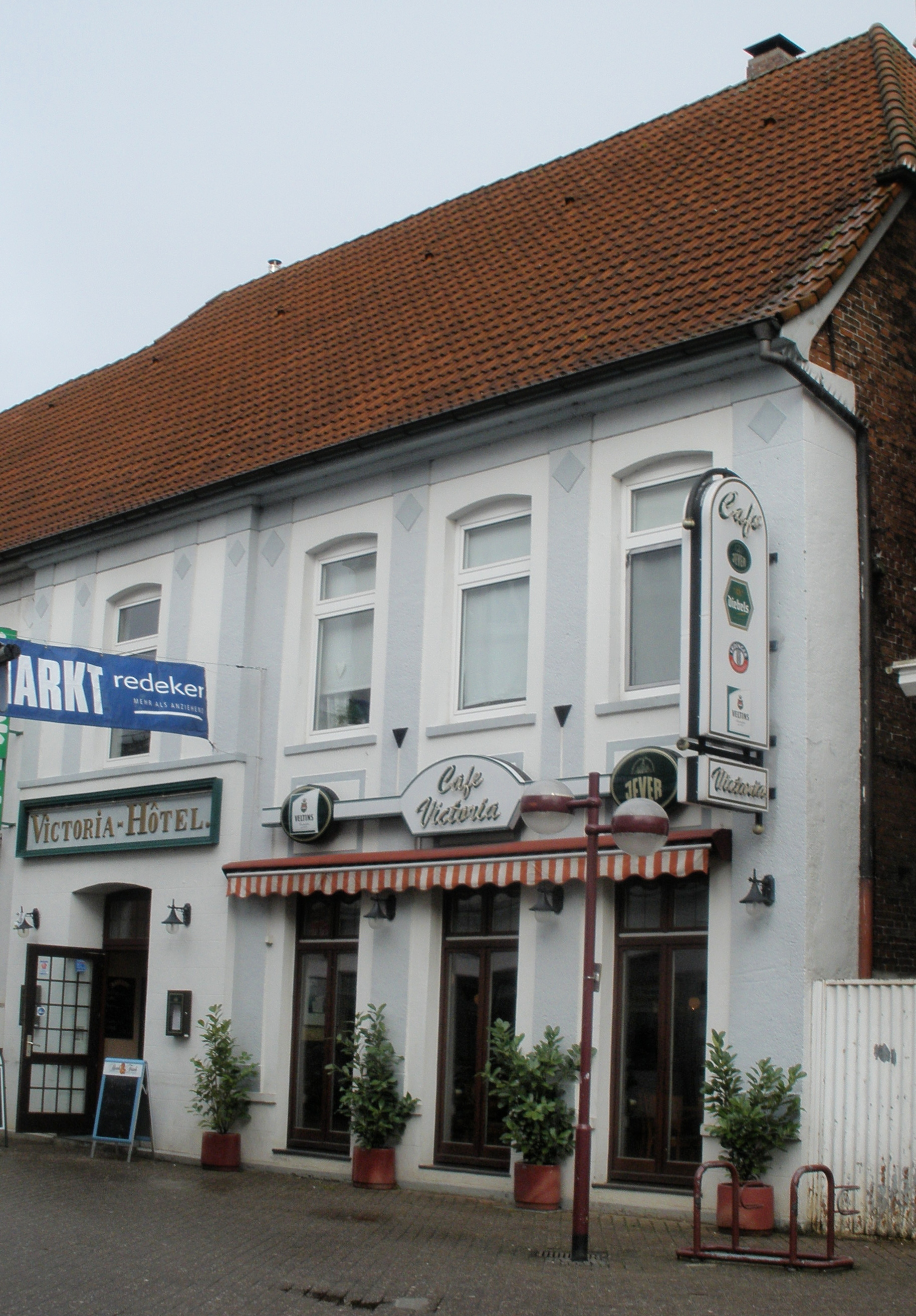
Hotel Victoria in Varel

Johann Gerhard Oncken wurde im Haus seines Großvaters, des Perückenmachers Johannes Vaubel, geboren. An der Stelle seines Geburtshauses in der Vareler Langen Straße 27 steht heute das Geschäftshaus Hruschka. Die Mutter Anna Elisabet Vaubel lebte bei ihren Eltern, weil der Vater ihres Sohnes sie verlassen hatte und aus politischen Gründen nach England ausgewandert war. In einem Schreiben, das an den Pastor der lutherischen Gemeinde Varels adressiert ist, erklärte sich Gerhard Oncken als Vater des Kindes. Oncken wuchs vaterlos auf. Da seine Mutter für den Lebensunterhalt zu sorgen hatte, wurde er unter der Obhut seiner Großeltern erzogen. Schon früh arbeitete er in der Gaststätte Zum weißen Roß (heute: Hotel Victoria) als Billardjunge und lernte hier den englischen Kaufmann John Walker Anderson kennen. Dieser nahm den aufgeweckten Jungen als Auszubildenden mit – zunächst nach Hamburg und später nach Leith, einem Vorort von Edinburgh in Schottland. Während seiner kaufmännischen Lehre begleitete der junge Oncken seinen Lehrherrn auf vielen Reisen nach England, den Niederlanden und Frankreich.
In England kam Oncken mit sogenannten „erweckten“ Kreisen in Berührung, empfing hier für seinen späteren Weg „entscheidende Eindrücke presbyterianischer sowie methodistischer Frömmigkeit“ und kehrte als überzeugter Christ nach Deutschland zurück. Oncken nahm seinen Wohnsitz in Hamburg und wirkte ab 1823 als Schriftenmissionar der britischen Bibelgesellschaft Continental Society for Promoting the Gospel. Seine kirchliche Heimat fand er zunächst in der independenten englisch-deutschen Gemeinde, die sich bis zum Bau ihres Gotteshauses am Johannisbollwerk (1827) im Haus ihres Pastors Matthews versammelte.

## Missionar in Hamburg und Nordwestdeutschland

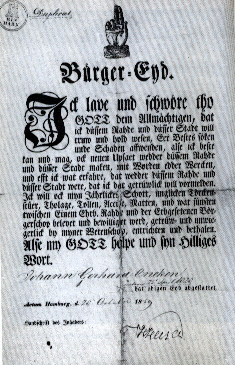
Hamburger Bürgereid, von Oncken geleistet

Oncken begann mit einer Missionstätigkeit unter Seeleuten und Kindern aus sozial schwachen Familien. Im Herbst 1824 gründete er mit dem evangelisch-lutherischen Pastor Rautenberg einen Sonntagsschulverein, der am 9. Januar 1825 im Hamburger Stadtteil St. Georg eine Sonntagsschule eröffnete, um die ärmsten Kinder sowohl im christlichen Glauben als auch im Lesen und Schreiben zu unterrichten. Die Sonntagsschularbeit hatte Oncken während seines Aufenthalts in England kennen gelernt. Die Hamburger Sonntagsschule wurde zur Keimzelle des Kindergottesdienstes und der von Johann Heinrich Wichern begründeten Inneren Mission. Auch in Bremen versuchte Oncken den Aufbau einer Sonntagsschule. Er beantragte deshalb beim Bremer Senat, „Sonntagsschule für arme Kinder nach der Weise derer einzurichten, wie sie unter der Leitung des Predigers Rautenberg zu St. Georg zu Hamburg […] bestehen“. Dieser Antrag führte in der Folgezeit zu Diskussionen in verschiedenen Gremien und löste auch einen Briefwechsel zwischen dem Bremer Bürgermeister Smidt und seinem Hamburger Kollegen Bartels aus. Ein abschlägiger Bescheid des Bremer Senats erfolgte am 20. Oktober 1826. Gleichzeitig wurde die „Polizeydirection“ beauftragt, „für die ungesäumte Fortschaffung des Genannten [Oncken] Sorge zu tragen“. Dieser Anordnung wurde aber offensichtlich nicht Folge geleistet. Belegt ist, dass Oncken sowohl am 30. November als auch am 4. Dezember desselben Jahres „vor vielen Hundert Bremern“ predigte.
Ein weiterer Zweig seines frühen missionarischen Wirkens war die evangelistische Literaturarbeit, auch Schriftenmission genannt. Ausgangsbasis war dabei die bereits erwähnte britische Continental Society, in deren Dienst der junge Oncken stand und die „durch evangelistische Verkündigung und Schriftenmission dem in Europa vorherrschenden Rationalismus gegensteuern wollte“. Sie kooperierte mit der 1820 in Hamburg durch englische Staatsbürger gegründeten Niedersächsischen Traktat-Gesellschaft, der Oncken sich nach 1823 anschloss und zu deren Sekretär er alsbald berufen wurde. In dieser Eigenschaft unternahm er viele Missionsreisen innerhalb des nordwestdeutschen Raumes, darunter ins Amt Ottersberg, nach Bremen und Ostfriesland. Sowohl seine Kontakte, die er auf diesen Reisen knüpfte, als auch die von ihm unterwegs gehaltenen Predigten und dabei verteilten Schriften wurden zum Ausgangspunkt späterer baptistischer Gemeindegründungen, die nach 1834 in Nordwestdeutschland erfolgten.
Bis 1828 wurde Johann Gerhard Oncken, der ja gebürtig aus dem zum Großherzogtum Oldenburg gehörenden Varel stammte, in der Hansestadt Hamburg als Ausländer geführt. Seine Arbeit als Schriftenmissionar einer zudem ausländischen Gesellschaft war deshalb permanent gefährdet. Die gottesdienstlichen Versammlungen, zu denen Oncken einlud und die er leitete, waren nach damaligem Gesetz ohnehin illegal. Durch die Vermittlung Hinrich Christoph Schröders, eines „Ältermannes des Schneiderhandwerks“, erhielt Oncken jedoch völlig überraschend und trotz einiger Aktenvermerke bei der Polizei das Hamburger Bürgerrecht. Am 25. April 1828 durfte er den Bürgereid leisten und erhielt damit größere berufliche und persönliche Freiheiten, die er für seine Missionsarbeit auch zu nutzen wusste.
Im Jahr 1828 gründete Oncken, nun mit dem Bürgerrecht ausgestattet, in Hamburg eine Versandbuchhandlung in der Nähe der St. Michaelis-Kirche. Er betrieb sie in Zusammenarbeit mit der schottischen Edinburger Bibelgesellschaft, die auch als Namensgeberin des Geschäftes fungierte. Ziel des Unternehmens war es, die auf Onckens Missionsreisen gewonnenen Interessenten mit christlicher Literatur zu beliefern und gleichzeitig die Schriftenmission zu intensivieren. Die Versandbuchhandlung wurde zur Keimzelle des späteren Oncken-Verlages.
Die missionarischen Aktivitäten des jungen Oncken erweckten Aufsehen. In Hamburg wurde „der neue englische Glaube“ zum Stadtgespräch und rief die Behörden, darunter das Geistliche Ministerium, auf den Plan. Bereits 1824 wurde Oncken dort zum ersten Mal polizeilich vernommen. Es folgten „achtzehn bis 20 Citationen […], welche mich unablässig vor die Schranken der Polizei forderten“. Auch im Königreich Hannover gab es eine Reihe von Anzeigen „betreffend das unbefugte Predigen eines Mißionairs“.

## Oncken wird Baptist

Steinwärder – Taufort der ersten Hamburger Baptisten

Durch das intensive Studium der Bibel wuchs in Oncken die Einsicht, dass eine christliche Kirche nur aus solchen bestehen kann, die sich persönlich für ein Leben in der Nachfolge Jesu Christi entschieden haben und sich aufgrund dieser Entscheidung taufen lassen. Eine Bindung der Kirche an den Staat hielt er fortan für unbiblisch. Mit seinen Fragen, die sich ihm aufgrund dieser Erkenntnisse stellten, wandte er sich 1829 an Robert Haldane (1764–1842), den Mitbegründer der Continental Society. Haldane riet ihm zur Selbsttaufe und verwies dabei auf John Smyth, den englischen Kongregationalisten und Mitbegründer der baptistischen Bewegung. Da aber das Neue Testament kein Beispiel einer Selbsttaufe verzeichnet, lehnte Oncken Haldanes Ratschlag ab. Auch das Angebot eines englischen Baptistenpredigers, ihm eine Reise nach Großbritannien zu finanzieren und ihn dort zu taufen, nahm Oncken nicht an. Zwar gab es in Hamburg einen taufgesinnten Kreis, der sich um einen Herrn von Lücken gebildet hatte. Die Möglichkeit, dort die Gläubigentaufe zu empfangen, kam für Johann Gerhard Oncken aber nicht infrage. Der Lücken’sche Kreis vertrat im Gegensatz zu Oncken, der durch seine kirchlichen Kontakte in Schottland der calvinistischen Erwählungslehre zugeneigt war, die Lehre von der Allversöhnung.
Dass Oncken schließlich doch getauft wurde und sich in der Folge der baptistischen Bewegung anschloss, ist einem besonderen Umstand zu verdanken. Der amerikanische Kapitän Calvin Tubbs, Mitglied der Sansom Street Baptist Church in Philadelphia, musste im Herbst 1829 wegen Eisgangs im Hamburger Hafen überwintern und fand Aufnahme im Hause der Familie Oncken. Während seines Aufenthalts, der sechs Monate dauerte, fand er inneren Kontakt zu Oncken und machte ihn mit der Lehre und Praxis der American Baptist Churches bekannt. Nach seiner Rückkehr informierte Tubbs seine Gemeindemitglieder über die in Hamburg geführten Gespräche. Die Nachrichten gelangten auch zu Barnas Sears, einem baptistischen Theologieprofessor und Geistlichen, der einen Studienaufenthalt an deutschen Universitäten plante. Nach seiner Ankunft in Deutschland nahm er zu Oncken und dem Kreis, der sich um ihn gebildet hatte, Kontakt auf und taufte ihn sowie sechs weitere Taufbewerber, darunter Onckens Ehefrau, zu mitternächtlicher Stunde am 22. April 1834 bei der Elbinsel Steinwärder.

## Gründung der ersten deutschen Baptistengemeinde

Onckens Versandbuchhandlung und erster Gottesdienstort der Hamburger Gemeinde

Am Tag nach der Taufe wurde unter dem Vorsitz von Professor Sears die erste deutsche Baptistengemeinde als Gemeinde gläubig getaufter Christen gegründet. Sears ordinierte Oncken als deren Ältesten und Prediger. Die Gemeinde versammelte sich zunächst in der Oncken’schen Wohnung, die sich über der erwähnten Versandbuchhandlung an der Englischen Planke 7 befand. Einen gewissen Schutz erfuhr die junge Gemeinde durch den damaligen Hamburger Polizeiherrn Martin Hieronymus Hudtwalcker, der selbst zu einem Kreis Erweckter gehörte. Zu den Anzeigen, die gegen „Oncken und Consorten“ eingingen, bemerkte er unter anderem: „Wenn Secten entstehen und Beifall finden, so ist das immer ein sicheres Zeichen, dass die herrschende Kirche in Verfall ist“.
Durch Onckens Verkündigung in der Hamburger Gemeinde wurde 1836 Julius Köbner gewonnen, ein Judenchrist dänischer Herkunft, der als Prediger, Liederdichter und Verfasser zahlreicher apologetischer und praktisch-theologischer Schriften für den weiteren Aufbau des Gemeindewerks von großer Bedeutung war.

## Weitere Entwicklungen

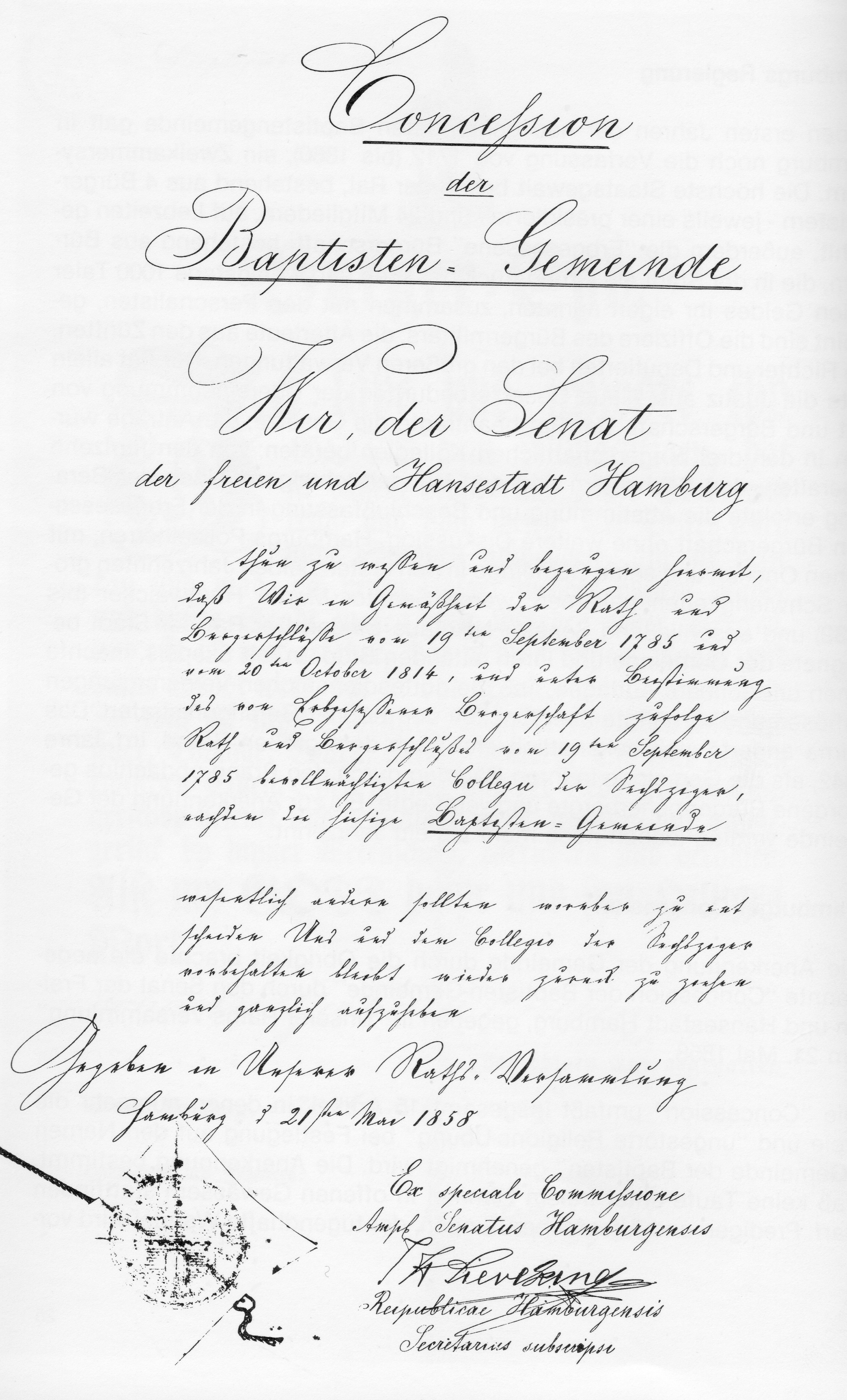
Anerkennung der Hamburger Baptistengemeinde durch den Senat (1858)

Eintrag Onckens im Altonaischen Adressbuch von 1880

Die Hamburger Gemeinde wuchs und entwickelte sich durch Onckens unermüdliche Reisetätigkeit zum Ausgangspunkt weiterer Gemeindegründungen. 1837 erfolgte die Konstituierung einer Berliner Baptistengemeinde, deren Leitung Gottfried Wilhelm Lehmann übernahm. Noch im selben Jahr wurde eine Oldenburger Gemeinde gegründet und Carl Weichardt zu ihrem Vorsteher berufen. 1838 folgte Oncken einer Einladung nach Stuttgart. Dort hatte sich um Carl Schauffler ein Kreis erweckter Christen gebildet, der sich unter anderem mit Fragen der Gläubigentaufe und eines am Neuen Testament orientierten Gemeindekonzepts beschäftigte. Nach mehreren Taufen vollzog Oncken innerhalb einer Woche die Gründung der Gemeinde, die allerdings einige Jahre später wegen Lehrauseinandersetzungen sich von der Arbeit onckenscher Prägung distanzierte. Ende August 1840 folgte eine Gemeindegründung in Jever, wo Oncken bereits 1837 die ersten Taufen vollzogen hatte. Aus ihr gingen Anton Friedrich Remmers und Johann Ludwig Hinrichs hervor, die in der Frühzeit des Baptismus wesentliche Beiträge zur Ausbreitung der baptistischen Bewegung leisteten. Auch Johann Heinrich Ludwig Pielstick, der später Onckens Nachfolger in der Leitung der Hamburger Gemeinde werden sollte, kam aus der Gemeinde der friesländischen Residenzstadt. Zu einer besonderen Missionszentrale entwickelte sich die 1846 ins Leben gerufenen Baptistengemeinde Ihren. Sie wurde die Mutter aller älteren ostfriesischen Gemeinden und war gleichzeitig die Keimzelle des niederländischen Baptismus. Für die Ausbreitung des Baptismus in Preußen sorgte im Auftrag Onckens der Berliner Gemeindeälteste Gottfried Wilhelm Lehmann.
Von Hamburg aus waren bis zum Revolutionsjahr 1848 in Deutschland 25 Zweiggemeinden gepflanzt worden. Fünf weitere Gemeinden waren vor allem durch die Wirksamkeit Julius Köbners in Dänemark entstanden. Auch in den Niederlanden und in Schweden gab es zu diesem Zeitpunkt erste Ansätze zur Gemeindebildung. Jede der neuen Gemeinden richtete nach ihrer Entstehung in ihrem geographischen Umfeld Predigtstationen ein, die sich in der Folgezeit häufig zu eigenständigen Gemeinden entwickelten. Eine besondere Bedeutung für die Ausbreitung des frühen Baptismus fällt auch den bei Oncken angestellten Kolporteuren zu. Die von ihnen verbreiteten Schriften brachten erweckliches und baptistisches Gedankengut in die entlegensten Winkel Deutschlands. Besonders wirksam erwies sich ihre Tätigkeit dort, wo es an kirchlicher Präsenz mangelte. Auch auf wandernde Handwerkergesellen, die im Laufe der Zeit zur Hamburger Gemeinde fanden, richtete Oncken sein Augenmerk. Er bot ihnen eine theologische Kurzausbildung und entsandte sie als Missionare. Drei von vielen Beispielen dafür sind der Tischlergeselle Johann Carl Cramer, der Schmied Johann Pieter de Neui sowie der bereits erwähnte Buchbinder Anton Friedrich Remmers. In den ersten zehn Jahren der deutschen baptistischen Bewegung entstammten 80 % der Getauften dem Handwerkerstand.
Die Ausbreitung der baptistischen Bewegung innerhalb Deutschlands und Dänemarks geschah nicht ohne massive Verfolgungen durch staatliche und kirchliche Behörden. Dazu gehörten Versammlungsverbote, Geld- und Gefängnisstrafen wegen verbotener „religieuser Versammlungen, Taufen und Ertheilung des Abendmahls“. Oncken musste im Mai 1840 aus diesem Grund eine vierwöchige Haftstrafe im Gefängnis Winserbaum antreten. Im März des folgenden Jahres wurde dem „Wiedertäufer Johann G. Oncken zu Hamburg“ ein Ein- und Durchreiseverbot für das Königreich Hannover erteilt. Damit die örtlichen Polizeidienststellen Oncken identifizieren konnten, fügte man der Verfügung ein „Signalement des Bürgers Johann Gerhard Oncken“ bei. Dieser Steckbrief enthielt neben dem Namen folgende Angaben: „Agent der Edinburger Bibelgesellschaft; gebürtig zu Varel; zu Hamburg am 25. Juni 1840 aufgenommen; Alter: 39 Jahre; Statur: mittler; Haare: Schwarzbraun; Stirn: frei; Augen: blaugrau; Nase: proportioniert; Mund: proportioniert; Kinn: rund; Gesicht: oval; Gesichtsfarbe: gesund; besondere Kennzeichen: keine“. Nach 1848 besserte sich die Lage der jungen Bewegung. In einem Bericht an das baptistische Bostoner Komitee lobt Oncken hocherfreut den mit der 1848er Revolution verbundenen politischen Umschwung: „Die Veränderungen, welche jetzt in bezug auf die Gelegenheiten zur Ausbreitung der Wahrheit eingetreten sind, sind unbeschreiblich groß, wenn man bedenkt, wie es in dieser Beziehung vor den gewaltigen politischen Bewegungen ausgesehen hat […]; und ich kann nur die Güte unsres allmächtigen Königs preisen, der mich leben ließ, solche Dinge zu schauen.“ Erst 1858 erhielt die Hamburger Baptistengemeinde ihre offizielle Anerkennung durch den Hamburger Senat.
Im Januar 1849 fand in Hamburg unter dem Vorsitz Onckens die erste Conferenz der Abgeordneten der Gemeinden getaufter Christen in Deutschland und Dänemark statt. Sie war die Basis für die Gründung des späteren deutschen Baptistenbundes und des heutigen Bundes Evangelisch-Freikirchlicher Gemeinden in Deutschland sowie für die Einrichtung regionaler Zusammenschlüsse, der sogenannten Vereinigungen.

## Oncken als baptistischer Kirchengründer in Kontinentaleuropa
Fast alle kontinentaleuropäischen Baptistenkirchen haben in der Pionierarbeit Onckens ihre Wurzeln. Zwar wurde 1609 die erste Baptistengemeinde weltweit in Amsterdam gegründet; sie wurde aber unter Thomas Helwys zur Keimzelle des englischen und später – unter Roger Williams – des amerikanischen Baptismus. Die in den Niederlanden verbliebenen Mitglieder gingen unter John Smyth in der bereits bestehenden Glaubensgemeinschaft der Mennoniten auf. Zum anderen zeigen neuere Forschungen, dass bereits vor Oncken im Norden Frankreichs eine kleine baptistische Missionsarbeit existierte. 1821 wurde in diesem Zusammenhang eine Gemeinde in Nomain gegründet. Noch 1830/31 muss sie existiert haben, da in diesen Jahren sowohl englische als auch amerikanische Baptisten der jungen Gemeinde Unterstützung anboten.
Wenn im Blick auf die genannten Ausnahmen die Hamburger Gemeinde auch nicht die erste auf dem europäischen Festland war, so kann man sie dennoch als die „wohl wichtigste und missionarischste [Baptistengemeinde] des 19. Jahrhunderts“ bezeichnen. Ihre von Oncken initiierte und mit Talent organisierte missionarische Arbeit sowie seine zahlreichen Missionsreisen führten dazu, dass sich auf unterschiedlichen Wegen die baptistische Bewegung auch außerhalb Deutschlands ausbreitete. Bereits fünf Jahre nach seiner Taufe gründete Oncken gemeinsam mit Köbner die erste dänische Baptistengemeinde in Kopenhagen. 1841 erfolgte die Konstituierung der Gemeinde Memel. Weitere Meilensteine in der Ausbreitung des kontinentalen Baptismus waren folgende Gemeindegründungen und missionarische Anfänge (Auswahl): 1845 in den Niederlanden, 1847 in Schweden, 1848 in Ungarn, 1849 in der Schweiz, 1856 in Finnland und Rumänien, 1858 in Polen, 1860 in Norwegen und in Lettland, 1864 in der Ukraine, 1867 in Georgien, 1869 in Österreich, 1873 in Aserbaidschan, 1875 in Serbien, 1877 in Weißrussland, 1880 in Bulgarien sowie 1883 in Kroatien. Im Jahr 1884, dem Sterbejahr Onckens, begann die baptistische Missionsarbeit in Estland. Am Ende seines Lebens waren aus den sieben Gemeindemitgliedern, die 1834 die Hamburger Gemeinde gründeten, rund 32.000 Baptisten geworden, die sich in 165 europaweit verstreuten Gemeinden sammelten. Die meisten dieser Gemeinden wurden zum Ausgangspunkt neuer Gemeindegründungen, so dass die Statistik von 1905 allein für Mitteleuropa 50.580 Mitglieder auswies.
Onckens Missionskonzept blieb nicht bei der Gründung von „Gemeinden der Gläubigen“ stehen. Er wollte „Gemeinden der Missionare“. Zu seinen bekannten Leitworten gehörte deshalb der häufig zitierte Ausruf: „Jeder Baptist ein Missionar!“ Dennoch war Oncken bei seinen Unternehmungen nicht nur Missionar, sondern auch Sammler von Christen, die der baptistischen Ekklesiologie und dem daraus resultierenden Taufverständnis nahestanden. Er verstand es, einzelne Erweckte sowie Gemeinschaften bekenntnisverwandter Kreise in die junge baptistische Bewegung zu integrieren.

## Der sogenannteHamburger Streit

Onckens Nachfolger in Hamburg: Johann Heinrich Ludwig Pielstick

Zu einer größeren Krise innerhalb der jungen baptistischen Bewegung kam es 1871, als die Stationsgemeinde Altona bei der Hamburger Muttergemeinde offiziell die Entlassung in die Selbständigkeit beantragte. Zwar wollte man unter dem Dach des 1849 gegründeten Bundes bleiben, aber eben unabhängig von der bisherigen Hauptgemeinde. Auf der Konferenz 1849 war das organisatorische Verhältnis zwischen Hamburg und den derzeit 50 Missionsgemeinden diskutiert worden. Onckens Position in dieser Frage lässt sich mit einem Satz von Hermann Gieselbusch zusammenfassen: „Für ihn [Oncken] gab es nur eine deutsche Gemeinde, eben die in Hamburg gegründete, alle anderen waren Missionsstationen und als Tochtergemeinden der Hamburger eingeordnet.“ Der Altonaer Antrag führte zunächst zu einer Auseinandersetzung innerhalb der Hamburger Gemeinde, die nicht frei von persönlichen Angriffen gegen ihren Gründer blieb. Oncken schrieb infolge des Konflikts einen offenen Brief an alle deutschen Gemeinden, dem eine Stellungnahme seiner Gegner folgte. Julius Köbner und Gottfried Wilhelm Lehmann, Onckens Mitarbeiter aus der Anfangszeit, votierten für Altona und damit gegen ihren „Ältesten“. Damit dehnte sich die Hamburger Streit auf die gesamte Bundesgemeinschaft aus. Zur Diskussion standen auf der einen Seite das bereits beschriebene Oncken’sche Konzept einer zentral gelenkten deutschen Gemeinde und auf der anderen Seite das kongregationalistische Prinzip der autonomen Gemeinde, die in einem Netzwerk mit anderen autonomen Gemeinden zusammengeschlossen ist. Oncken vertrat in gewisser Weise „zentral-bischöfliche Strukturen, während Köbner eine demokratisch-geordnete Gemeinde befürwortete“. Es folgten mehrere Schlichtungsversuche. Erst 1876 kam es innerhalb der Bundesgemeinschaft zu einem Friedensschluss. Oncken war aufgrund einer Erkrankung bei dieser Konferenz nicht anwesend. 1879 beschloss dann die Bundeskonferenz der deutschen Baptisten, dass „Hamburg nicht mehr Hauptort des Bundes sein sollte“ – „eine Regelung, die praktisch auf eine Verurteilung der Onckenpartei“ hinauslief.
Oncken geriet durch die beschriebenen Auseinandersetzungen ins Abseits. Zwischen ihm und anderen führenden Persönlichkeiten waren starke Gegensätze entstanden. Zu einer Aussöhnung zwischen Köbner und Oncken sollte es erst im April 1880 kommen. Wohl durch Köbners Vermittlung erfolgte kurze Zeit später auch ein Friedensschluss mit Gottfried Wilhelm Lehmann. Im Jahr 1882, also zwei Jahre vor Onckens Tod, erwog die Hamburger Gemeinde eine Abwahl Onckens, der „altersschwach und von Hamburg abwesend sei“, als Gemeindeältesten. Man entschied sich dann aber, ihn wegen seiner Verdienste zum Ehrenältesten zu berufen und das reguläre Ältestenamt in andere Hände zu legen. Onckens Nachfolger als Ältester der Hamburger Gemeinde wurde der aus Jever stammende Kaufmann Johann Heinrich Ludwig Pielstick, der bereits seit vielen Jahren neben Oncken als „Mitältester“ fungierte.

## Onckens Familie

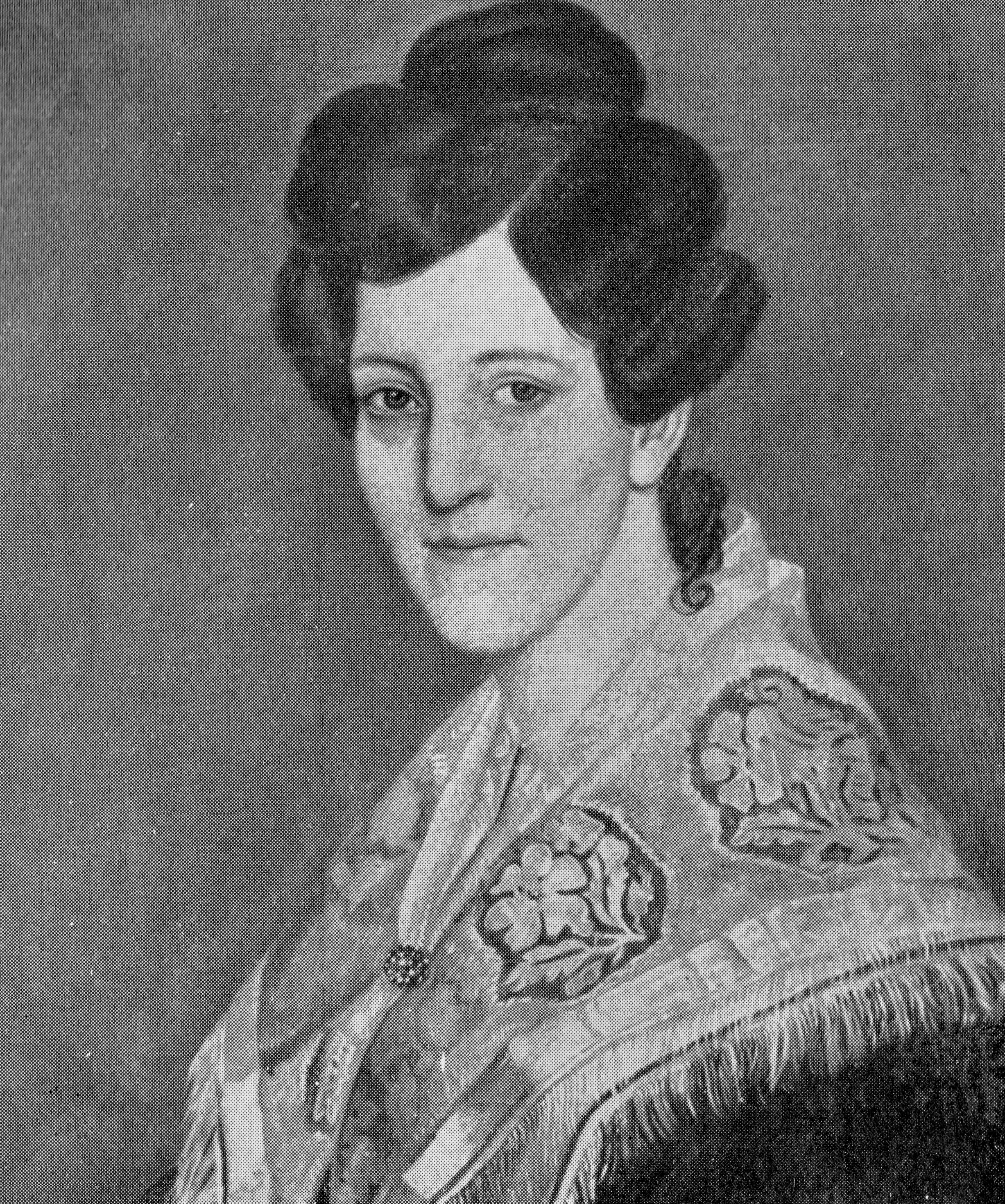
Sarah Oncken, geb. Mann

Onckens Tochter Sarah Agnes und Ehemann Wallace Lovejoy

Oncken heiratete am 19. Mai 1828 in der Londoner Old Church Saint Pancras die am 11. Januar 1806 in London geborene Sarah Mann. Sie entstammte einem vermögenden Elternhaus. Ihre umfangreiche Mitgift ermöglichte es dem jungen Paar, ein Haus an der Hamburger Ersten Neumannstraße 1 zu erwerben. Sarah Mann erkrankte an Brustkrebs und verstarb am 8. Juli 1845. Aus der Ehe gingen acht Kinder hervor, von denen eines tot zur Welt kam und drei im Kindheitsalter starben. Ein weiteres Kind, der Sohn Philipp, kam nach Sarah Onckens Tod durch einen Brandunfall ums Leben.
Zwei Jahre nach dem Tod seiner ersten Frau vermählte sich Oncken mit Ann Dodgshun (geborene Savill), Witwe William Dodgshuns aus Yorkshire und Mutter eines Sohnes. William Dodgshun war Diakon der englischen Gemeinde am Johannisbollwerk und Teilhaber einer in Hamburg ansässigen Firma. Am Neuen Kamp 5 besaß er ein Haus. Nach seiner Hochzeit zog Oncken mit seinen Kindern in das Dodgshun-Haus. Ann Oncken litt an schwerer Gicht. Sie starb nach 26-jähriger Ehe am 26. März 1873. Die Verbindung mit ihr blieb kinderlos.
Anderthalb Jahre später heiratete Oncken zum dritten Mal. Jane Clark, die er am 24. Dezember 1874 ehelichte, war 23 Jahre jünger als ihr Ehemann. Sie stammte wie ihre Vorgängerinnen aus England und war vor ihrer Hochzeit Mitglied der Londoner Spurgeon-Gemeinde. Jane Clarks Schwester Sarah Kölliker lebte mit ihrer Familie in Zürich. Das war vermutlich einer der Gründe, weshalb Johann Gerhard und Jane Oncken die letzten gemeinsamen Jahre in der Zwingli-Stadt verbrachten. Ihr Wohnhaus befand sich in der Gärtnerstraße. Jane Oncken überlebte ihren Mann um 36 Jahre und starb am 1. Januar 1916 in Kempraten bei Rapperswil-Jona (Schweiz).
Bis zu einem gewissen Grade lassen sich auch die Spuren der Oncken-Kinder verfolgen. Margaret Anna wurde am 20. April 1829 geboren. Sie heiratete den verwitweten Baptistenprediger und engen Oncken-Mitarbeiter Carl Schauffler. Der am 15. Oktober 1831 geborene Paul Gerhard Oncken galt als das Sorgenkind Onckens. Er wurde preußischer Offizier und verehelichte sich mit Julia, Tochter des schottischen Adeligen Sir David Stuart aus Aberdeen. Nach Beendigung seiner Offizierslaufbahn arbeitete Paul Gerhard als Kaufmann in Leith, wo er 1888 verstarb. Eine besondere Beziehung verband Oncken mit seinem Sohn William, dem die Eltern – in Andenken an ihren Täufer Barnas Sears – den zweiten Vornamen Sears gegeben hatten. William Sears war mit einer Tochter des baptistischen Predigers Philipp Bickel verehelicht und erwies sich als Förderer des von seinem Vater begonnenen Werkes. Er verstarb 1922. Sarah Agnes, Onckens jüngstes Kind, war mit einem amerikanischen Arzt namens Lovejoy verheiratet. Aus dieser Verbindung ging Arthur Oncken Lovejoy hervor, der sich als Historiker und Philosoph einen Namen machte. Sarah Agnes verstarb in Boston am 26. April 1875 an der Überdosis eines Beruhigungsmittels. Ob die Einnahme versehentlich oder in suizidaler Absicht erfolgte, konnte nicht geklärt werden.

## Letzte Lebensjahre und Tod

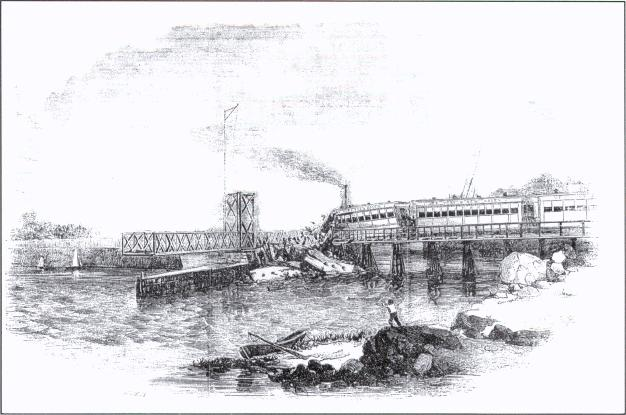
Zeitgenössische Darstellung des Unglücks in Norwalk

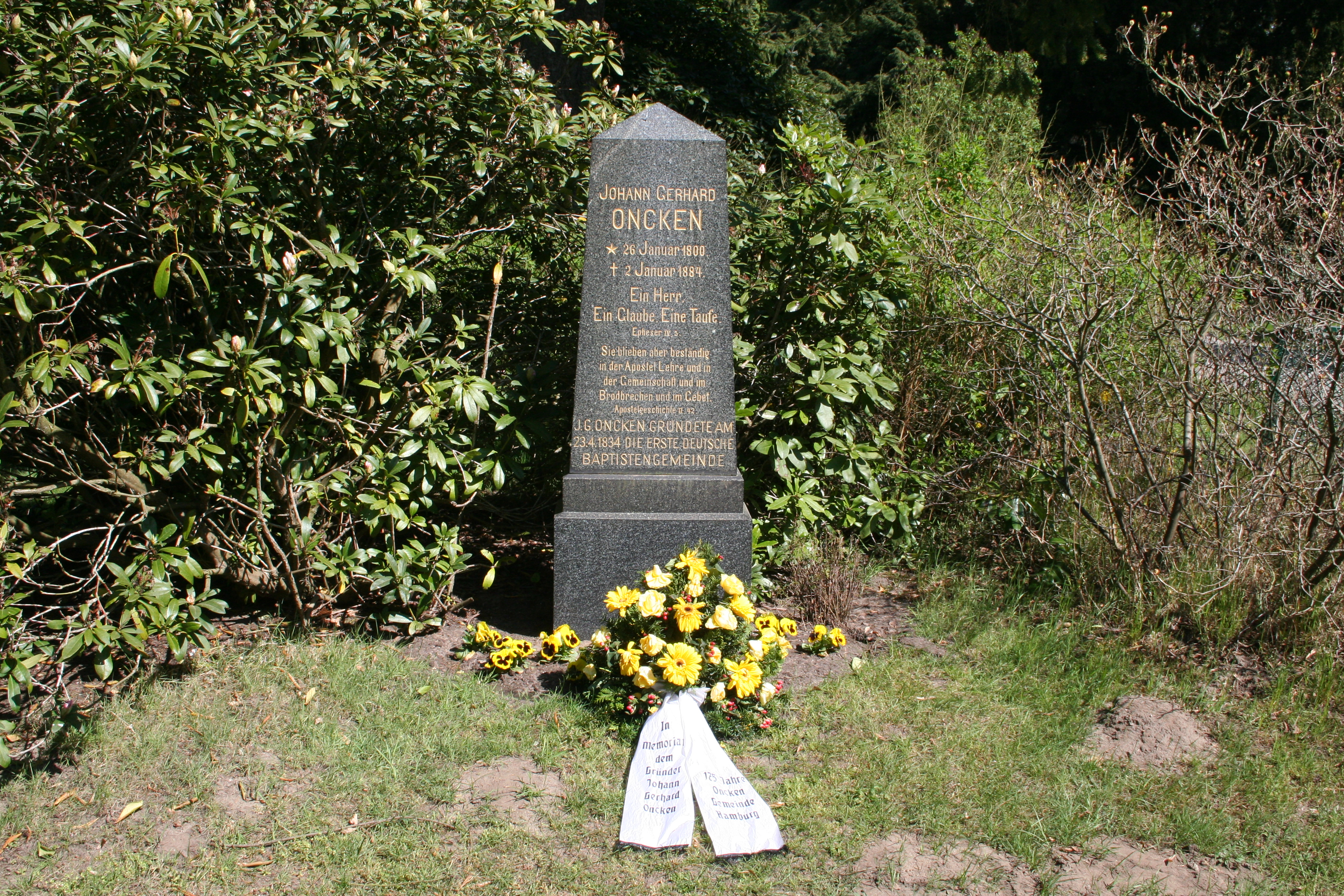
Ehrengrab Onckens auf dem Friedhof Ohlsdorf in Hamburg

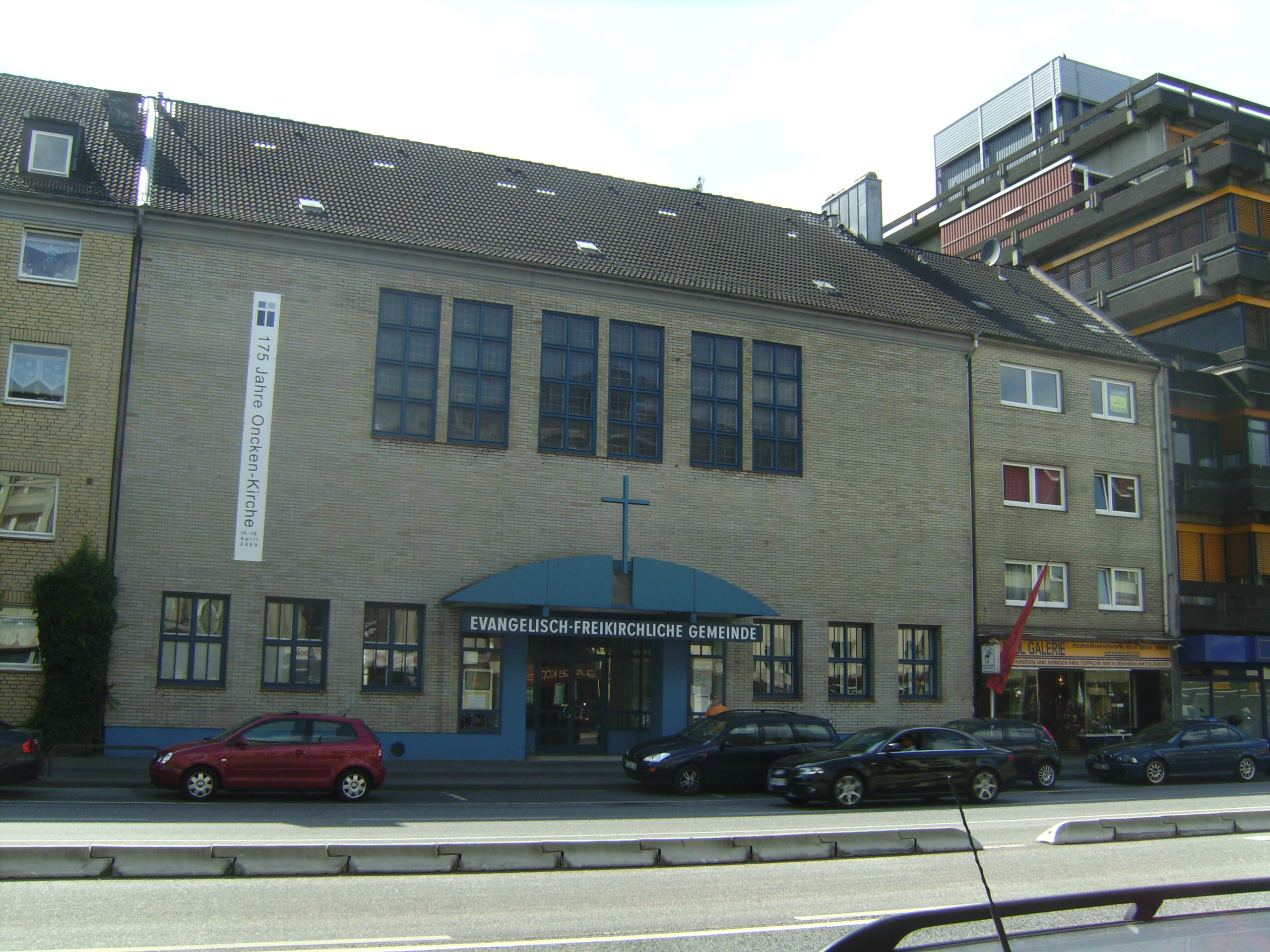
Oncken-Kirche Hamburg

Nicht nur die Folgen des Hamburger Streits, sondern auch eine Reihe körperlicher Gebrechen legten einen Schatten auf Onckens Lebensabend. Bei einer Reise durch die USA war Oncken 1853 bei einem Eisenbahnunglück in Norwalk (Connecticut) nur knapp dem Tod entgangen, hatte aber schwere Verletzungen erlitten. Ständige Kopfschmerzen waren die Folgen dieses Unfalls und begleiteten ihn bis an sein Lebensende. Auch litt er unter Hals- und Stimmbanderkrankungen. 1855 trat ein Leberleiden auf. Häufig war er deshalb gezwungen, sich Kurbehandlungen zu unterziehen. In diesem Zusammenhang besuchte er in den 1860er Jahren häufiger die damals noch zum Vereinigten Königreich gehörende Insel Helgoland. Mehrere kleinere Schlaganfälle trafen ihn in den 1870er Jahren, so dass Oncken sich schließlich 1879 für die klimatisch günstigere Schweiz als Wohnsitz entschied. Die Amtsgeschäfte in Hamburg übernahm Schritt um Schritt der bereits erwähnte Mitälteste Pielstick.
Am 2. Januar 1884 verstarb Johann Gerhard Oncken in Zürich. Er wurde nach Hamburg überführt und zunächst auf den Friedhof der reformierten Gemeinde beigesetzt. Die Trauerfeier leitete Julius Köbner. Genau vier Wochen später verstarb auch er – an einer Lungenentzündung, die er sich bei Onckens Beerdigung zugezogen hatte.
Heute befindet sich Onckens Grabstelle auf dem Ohlsdorfer Friedhof und wird dort als Ehrengrab durch die Stadt Hamburg gepflegt. Auf dem Grabstein finden sich der sogenannte „Dreiklang“ aus Epheser 4,5: Ein Herr, ein Glaube, eine Taufe sowie jener Vers aus dem zweiten Kapitel der Apostelgeschichte, der „ein Stück weit das Selbstverständnis der deutschen Baptisten in der Zeit Onckens charakterisiert“: Sie blieben aber beständig in der Apostel Lehre und in der Gemeinschaft und im Brotbrechen und im Gebet.

## Würdigungen

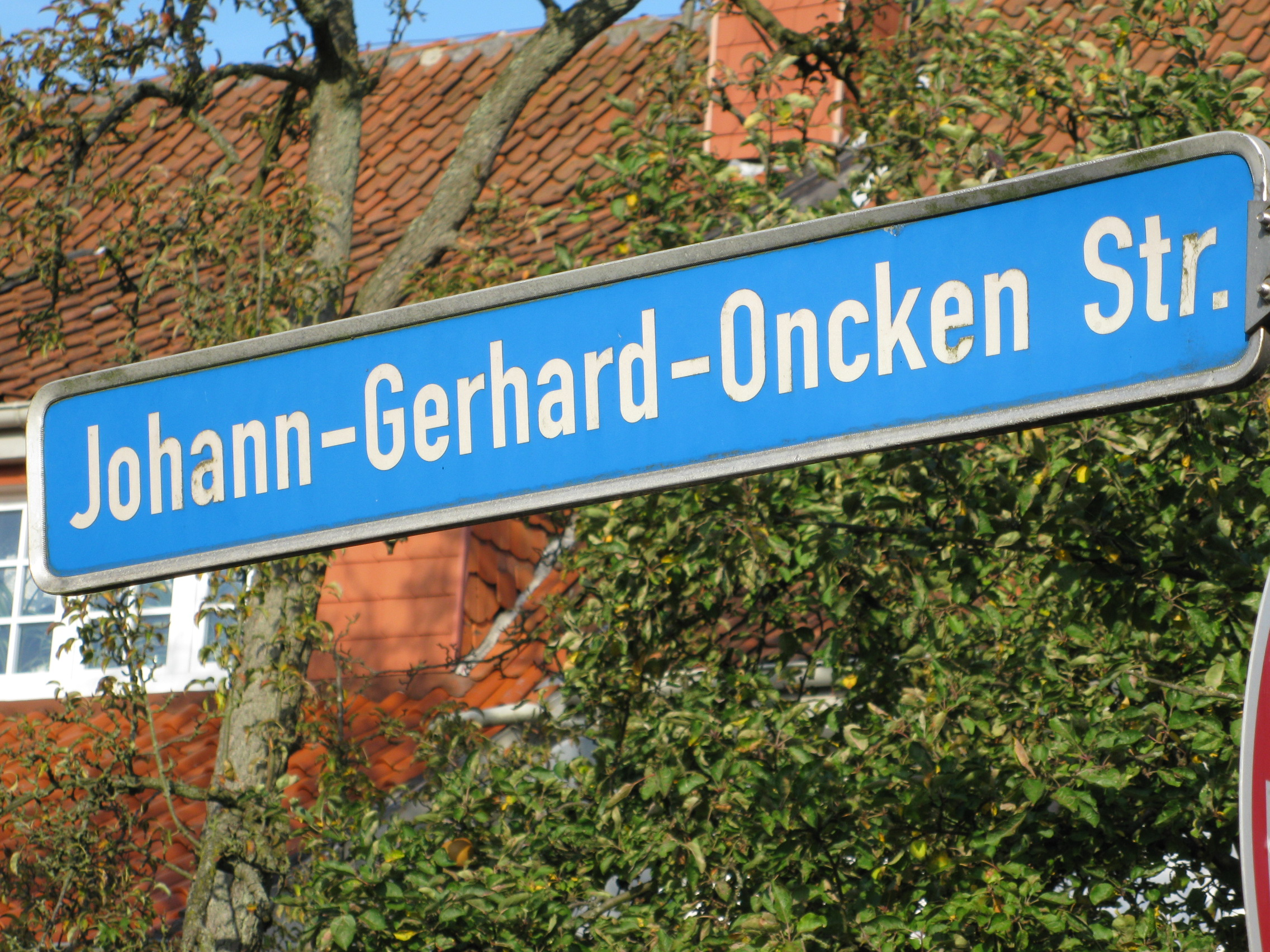
Straßenschild in Varel

Mehrere Städte haben Straßen nach ihm benannt, so zum Beispiel seine Heimatstadt Varel, Delmenhorst, Ingolstadt und Wustermark-Elstal. Auch das Zentrale Archiv des Bundes Evangelisch-Freikirchlicher Gemeinden, das Oncken-Archiv, trägt seinen Namen. Ebenfalls wurde ein Kirchengebäude, die evangelisch-freikirchliche Oncken-Kirche in Hamburg, Grindelallee ihm gewidmet. Eine Gedenktafel am Nachfolgebau auf dem Grundstück des Geburtshauses wurde anlässlich des 200. Geburtstages Johann Gerhard Onckens enthüllt. Auch im Vareler Café Victoria, in dem der junge Oncken als Marqueur des Billards arbeitete, befindet sich eine Hinweistafel. Unter der Überschrift: „Vom Billardjungen zum Kirchengründer“ werden hier die biographischen Daten Onckens aufgezeigt. Seine Heimatstadt Varel nennt ihn „einen ihrer bedeutendsten Söhne“. Im Heimatmuseum seiner Geburtsstadt gehört Oncken zu den „Zehn bedeutenden Persönlichkeiten Varels“, an die durch ein Porträt und eine Kurzbiografie erinnert wird.

## Veröffentlichungen (Auswahl)
- Johann Gerhard Oncken: Kurzer Biblischer Unterricht in vierzig Abtheilungen worin alle Fragen durch Worte der Heiligen Schrift beantwortet sind für die Jugend in Familien und Schulen. Herausgegeben von J. G. Oncken. Gedruckt bei Friedrich Hermann Nestler, Hamburg 1825.
  - Johann Gerhard Oncken: Der Katechismus des jungen J. G. Oncken 1825. Herausgegeben und mit einer Einleitung versehen von Ralf Dziewas. Sonderausgabe anläßlich des 175. Jahrestages der Eröffnung der ersten Sonntagsschule in Deutschland im Januar 2000 und dem 200. Geburtstag J. G. Onckens Auflage. WDL-Verlag, Berlin 2000, ISBN 3-932356-09-8.
- Kurzer Abriß von Friedrich Adolph Lampen’s Geheimniss des Gnadenbundes, Hamburg 1831
- Über den Werth der Apocryphen, Hamburg [1833]
- Eine dreifältige Schnur, Lehre, Verheissung, Gebet: in Sprüchen der heiligen Schrift, auf alle Tage im Jahre, Hamburg 1834,[64] 1835[65]
- Revival of religion in Denmark. Including an account of the rise and present state of the Baptist churches in that kingdom, London 1841
- Vierstimmige deutsche, englische und französische Melodien zu Julius Köbner’s Glaubenstimme der Gemeine des Herrn  (gemeinsam mit Julius Köbner), Hamburg 1850
- Licht und Recht. Eine Sammlung von Predigten und Reden, Cassel 1901